# ناحیه بومرداس
ناحیه بومرداس (به عربی: دائرة بومرداس) یک ناحیه در الجزایر است که در استان بومرداس واقع شده‌است. ناحیه بومرداس ۶۰٬۶۵۲ نفر جمعیت دارد.